# I'm in the Mood for Love
"I'm in the Mood for Love" är en låt skriven på 1930-talet av Jimmy McHugh och Dorothy Fields.
Bryan Ferrys version, som finns på LP:n As Times Goes By, användes i den svenska trailern till filmen In the Mood for Love av Wong Kar-wai år 2000.
Stanley Kubricks sista film, Eyes Wide Shut, inleds med en scen där Tom Cruise och Nicole Kidman dansar till "I'm in the Mood for Love" i en stor sal.

## Tolkare i urval
Följande artister har gjort sin tolkning av "I'm in the Mood for Love":
- Al Gray
- Al Martino
- Boots Randolph
- Brenda Lee
- Bryan Ferry
- Eddie Fisher
- Charlie Watts
- Cliff Richard
- Coleman Hawkins
- Dinah Shore
- Doris Day
- Ella Fitzgerald
- Erroll Garner
- Fats Domino
- Ferrante & Teicher
- Frances Langford
- Frank Sinatra
- Frankie Laine
- Harmonicats
- Helen Forrest
- Jo Stafford
- Johnny Mathis
- Joni James
- Jools Holland
- Julie London
- Katti Bohman
- King Pleasure
- Little Jack Little
- Louis Prima & Keely Smith
- Mae West
- Marty Robbins
- Nat King Cole
- Rosemary Clooney
- Sarah Vaughan
- Shirley Bassey
- Spike Jones
- Steve Tyrell
- Svenska Hotkvintetten
- The Chimes
- The Four Aces
- Vera Lynn